# Vegard Breen
Vegard Breen (Eidsvoll, 8 febbraio 1990) è un ex ciclista su strada norvegese, professionista dal 2014 al 2016.

## Palmarès

### Strada
- 2008 (Juniores, una vittoria)

Campionati norvegesi, Prova a cronometro Juniores
- 2012 (Joker-Merida, una vittoria)

La Côte Picarde
- 2013 (Joker-Merida, una vittoria)

Classifica generale Ronde de l'Oise

#### Altri successi
- 2013 (Joker-Merida)

3ª tappa Circuit des Ardennes (Charleville-Mézières, cronosquadre)
Classifica a punti Ronde de l'Oise

## Piazzamenti

### Grandi Giri
- Tour de France

2016: 167º
- Vuelta a España

2014: 129º

### Classiche monumento
- Parigi-Roubaix

2014: 129º
2016: 99º

### Competizioni mondiali
- Campionati del mondo su strada

Città del Capo 2008 - Cronometro Juniores: 9º
Città del Capo 2008 - In linea Juniores: 42º
Limburgo 2012 - In linea Under-23: 41º
Ponferrada 2014 - Cronosquadre: 22º
Ponferrada 2014 - Cronometro Elite: 45º
Richmond 2015 - In linea Elite: ritirato
Doha 2016 - In linea Elite: non partito

### Competizioni europee
- Campionati europei

Verbania 2008 - Cronometro Junior: 2º
Goes 2012 - In linea Under-23: 93º